# Arlberg Schnellstraße
L’Arlberg Schnellstraße est une voie rapide en Autriche, faisant partie de la route européenne 60. Elle relie Zams et Bludenz, l'Inntal Autobahn A12 au Tyrol à la Rheintal/Walgau Autobahn A14 dans le Vorarlberg. La frontière entre les deux Länder se situe dans le tunnel routier de l'Arlberg, long de 15 km, qui est également le plus long tunnel routier d'Autriche. Au total, plus de la moitié du parcours se déroule en partie dans de longs tunnels.

## Histoire
Après le tronçon de Bludenz à Braz, ouvert en 1969 et 1972, le tunnel de l'Arlberg, ouvert en décembre 1978, est le tronçon suivant à être achevé. La poursuite des travaux de construction se déroulée au coup par coup sur de nombreuses années. Ce n'est qu'en 2006 que la dernière lacune est comblée avec le tunnel de Strengen.
| Date             | Section                                    | Longueur (km) |
| ---------------- | ------------------------------------------ | ------------- |
| 17 novembre 1969 | HASt Braz West – ASt Bludenz-Montafon      | 05.288        |
| 1972             | ASt Braz Ost – HASt Braz West              | 02.649        |
| 1 décembre 1978  | ASt St. Anton – ASt Langen (Arlbergtunnel) | 16.053        |
| 16 décembre 1979 | Danöfen – HASt Dalaas                      | 07.154        |
| 16 décembre 1979 | HASt Flirsch – ASt St. Anton               | 08.689        |
| 29 janvier 1983  | Zams – ASt Landeck West                    | 04.131        |
| 5 juillet 1984   | ASt Zams – Zams                            | 00.984        |
| 22 novembre 1991 | ASt Langen – Danöfen                       | 04.093        |
| 29 juin 1994     | ASt Landeck West – ASt Pians               | 03.276        |
| 24 juin 1997     | HASt Dalaas – ASt Braz Ost                 | 03.395        |
| 7 novembre 2005  | Danöfen – Dalaas                           | 04.500        |
| 2 juin 2006      | ASt Pians – HASt Flirsch                   | 06.493        |

## Itinéraire
L'Inntal Autobahn rejoint la S16 à Landeck-Ost sur la rive nord de l'Inn près de Zams et utilise le tunnel de Zams et le tunnel de Perjen dans les chaînes de montagnes des Silberspitze et Rauhekopf dans les Alpes de Lechtal pour contourner Landeck. Dans la vallée de la Sanna, à l'ouest de Landeck, elle est reliée à la Tiroler Straße (de) par un court changement vers le versant de la vallée orienté au sud. Pians est contourné, entre autres, par le tunnel de Pians-Quadratsch dans le massif de la Parseierspitze, avant que la Silvrettastraße et la route de remplacement de l'Arlberg ne soient reliées à la sortie Pians/Paznaun/Ischgl. Dans le tunnel de Strengen de près de 6 km de long, on passe les conditions géologiques instables des pentes des Alpes de Lechtal (y compris les pentes du Zintlkopf) à la transition vers le Stanzertal. À l'est de Flirsch, la voie rapide traverse ensuite Talboden et Rosanna, ouvrant directement le sillon de la vallée et soulageant la ville de Flirsch du trafic de transit précédent sur les pentes de la Mittagspitze (Gondebachtunnel). Après un bref changement vers le versant nord de la vallée, l'itinéraire depuis Schnann reste à nouveau du côté sud et, après Pettneu avec sa sortie, se transforme en complexe de 15,5 km de long du tunnel routier de l'Arlberg à St. Jakob am Arlberg. Cela signifie que St. Anton am Arlberg est contourné et que l'Arlberg est parallèle à la ligne de l'Arlberg.
À Langen am Arlberg, la S16 émerge à nouveau, crée une connexion avec l'Oberen Klostertal et la Klostertaler Straße et disparaît immédiatement dans le tunnel de Langen, qui s'incurve pour prendre de la hauteur. S'élevant sur le versant sud de la vallée, elle continue ensuite jusqu'à Wald am Arlberg, où le fond étroit de la vallée est atteint et est en grande partie entretenu (passage souterrain de Dalaas, évitant l'Alfenz creusé près de Braz) sur une pente constante jusqu'à Bludenz. À l'extrémité est de Bludenz, à la jonction Bludenz/Montafon, la S16 rejoint la Rheintal/Walgau Autobahn. La Vorarlberger Straße et la Silvrettastraße bifurquent également à ce carrefour.